# Космический кадет
«Космический кадет» (англ. Space Cadet), на русском языке публиковался также как «Космический патруль» — научно-фантастический роман писателя Роберта Хайнлайна, впервые опубликованный в 1948 году. Вторая книга автора из серии романов для юношества.

## Сюжет
Действие книги начинается в 2075 году. Главным героем является юноша Мэттью Додсон, который после сложнейших вступительных испытаний поступает в школу Межпланетной Патрульной службы. Эта служба занимается контролем ядерного оружия человечества и поддержанием мира в Солнечной системе. Додсон вместе с несколькими друзьями проходит обучение на специальном учебном корабле на орбите Земли, участвует в поисково-спасательной экспедиции в поясе астероидов, налаживает контакт с аборигенами Венеры, где он и его друзья обнаруживают потерявшийся космический корабль первой земной экспедиции на Венеру. После всех этих испытаний Додсон осознаёт, что пошёл в Патрульную службу не ради славы и уважения, как он вначале думал, а чтобы служить человечеству.

### Связь с другими произведениями Хайнлайна
В романе упоминается о подвиге лейтенанта Эзры Далквиста из «Долгой вахты»; при каждой поверке курсанты и офицеры Патруля вспоминают его и ещё нескольких героев славного прошлого Патрульной службы.

## Приём критиков
Критик Питер Миллер дал книге положительный отзыв как «первоклассному историческому роману о ближнем будущем», написав: «Научные детали так тонко переплетаются с сюжетом и действием, что читатель и не осознаёт, насколько тщательно это всё продумано».
Обозревая романы Хайнлайна для юношества, Джек Уильямсон охарактеризовал «Космического кадета» как «большой шаг вперёд… персонажи сильнее, окружение выстроено тщательнее, оригинально и убедительно, сюжет держит в напряжении». Уильямсон отмечает, что Хайнлайн «усовершенствовал форму романов воспитания, из которых состоит вся серия».

## Адаптации и влияние
Этот роман вдохновлял Джозефа Грина при создании образа Тома Корбетта, космического кадета, героя серии комиксов, телесериалов, радиошоу и романов, которые были популярны в начале 1950-х годов.